# Flabellum alabastrum
Flabellum alabastrum är en korallart som beskrevs av Henry Nottidge Moseley 1876. Flabellum alabastrum ingår i släktet Flabellum och familjen Flabellidae. Inga underarter finns listade i Catalogue of Life.